# Condado de Rawlins
O Condado de Rawlins é um dos 105 condados do estado americano de Kansas. A sede do condado é Atwood, e sua maior cidade é Atwood. O condado possui uma área de 2 771 km² (dos quais 0 km² estão cobertos por água), uma população de 2 966 habitantes, e uma densidade populacional de 1 hab/km² (segundo o censo nacional de 2000). O condado foi fundado em 20 de março de 1873.